# نورث فیس
نورث فیس (انگلیسی: The North Face) شرکت پوشاک آمریکایی است، که در زمینه تولید کفش، لباس و تجهیزات ورزشی فعالیت می‌کند. شرکت نورث فیس در سال ۱۹۶۸ توسط داگلاس تامپکینز و سوزی تامپکینز بل در شهر آلامدا، کالیفرنیا تأسیس شد و هم‌اکنون مالکیت آن در اختیار شرکت وی‌اف کورپوریشن می‌باشد.